# Dendrophthora dittae
Dendrophthora dittae är en sandelträdsväxtart som beskrevs av Urb. & Ekman. Dendrophthora dittae ingår i släktet Dendrophthora och familjen sandelträdsväxter. Inga underarter finns listade i Catalogue of Life.